# Branqueamento do coral

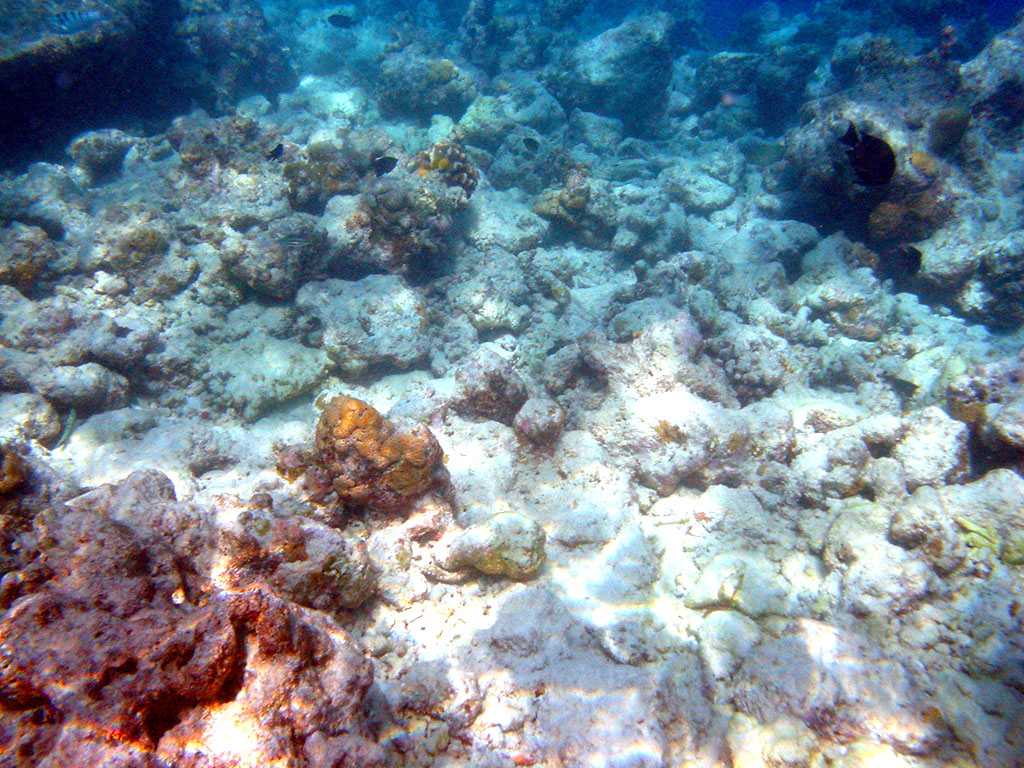
Coral morto

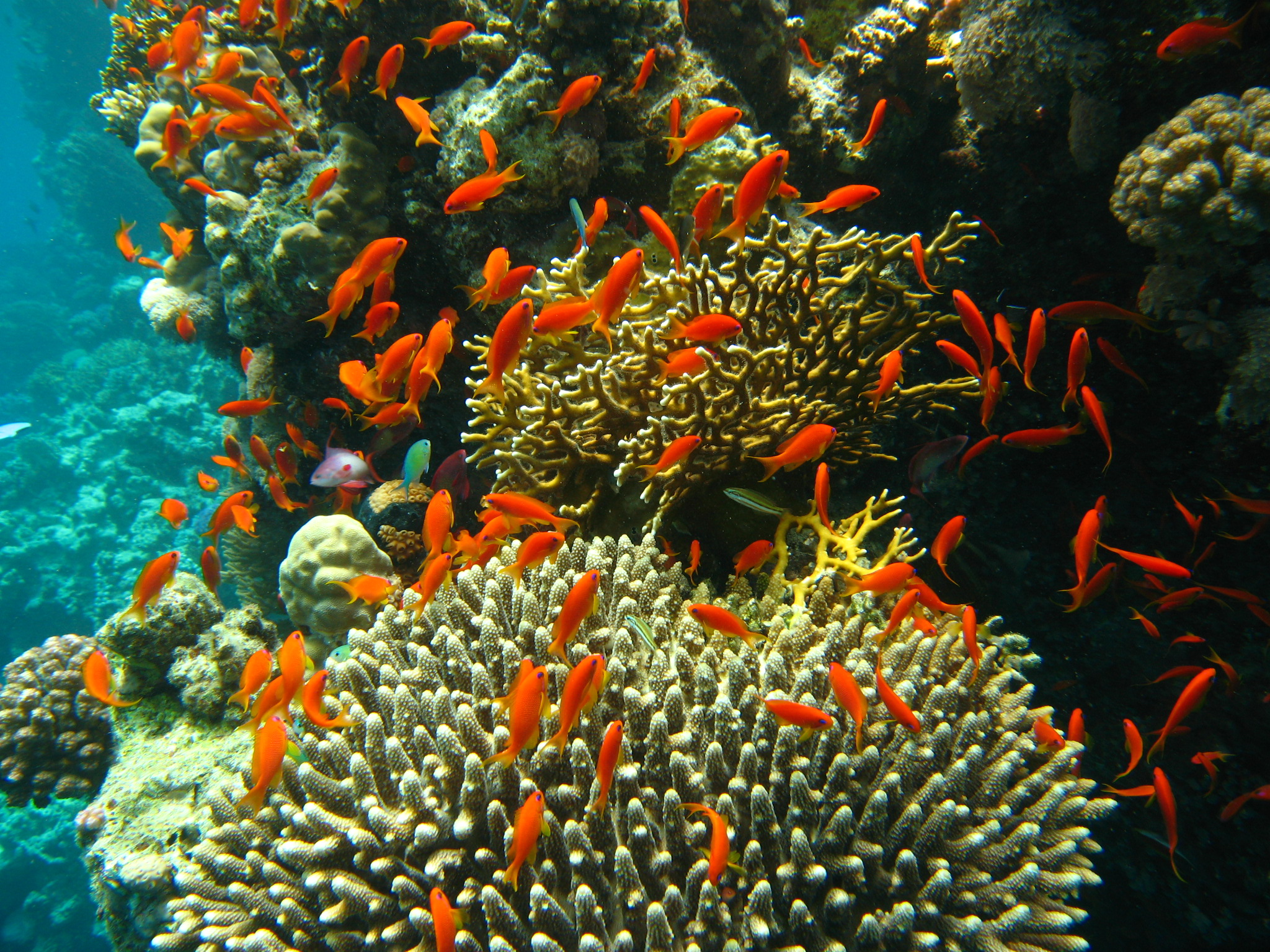
Corais saudáveis

O branqueamento do coral é um fenômeno que ocorre quando os pólipos do coral expelem as zooxantelas, dinoflagelados fotossintetizantes que vivem dentro de seus tecidos. Normalmente, os pólipos dos corais vivem em íntima associação com as zooxantelas, em um processo conhecido como simbiose. Nessa relação simbiótica os corais oferecem às zooxantelas abrigo, nutrientes e dióxido de carbono e, em troca, recebem nutrientes produzidos por meio da fotossíntese. As zooxantelas, além de fornecer energia, são também responsáveis pela pigmentação. Dessa forma, quando são expulsas do interior dos tecidos dos corais, esses animais perdem sua coloração e ficam brancos. Em alguns casos, as zooxantelas podem ser responsáveis por fornecer até 90% da energia utilizada pelos corais. Após desfazer a simbiose com esses organismos, os corais podem acabar morrendo, devido à escassez de nutrientes. Embora o branqueamento possa causar a morte de alguns corais, outros são capazes de se recuperar.

## Processo
Condições ambientais desfavoráveis como calor anormal, baixas temperaturas, alta intensidade luminosa e até mesmo doenças causadas por microrganismos podem desfazer a simbiose entre os corais e as zooxantelas. Para garantir a sobrevivência a curto prazo, os corais então consomem ou expulsam as zooxantelas. Esse processo deixa os corais com a coloração branca, por isso o termo “branqueamento”. Como as zooxantelas fornecem até 90% da energia utilizada pelos corais, após serem expulsas, os corais podem começar a morrer.
Os corais podem sobreviver a distúrbios de curta duração, mas se as condições que resultam na expulsão das zooxantelas persistirem, as chances de sobrevivência diminuem. Para reverter o branqueamento, as zooxantelas precisam entrar novamente nos tecidos dos corais e retomar o processo de fotossíntese para sustentar os corais como um todo e como um ecossistema que depende desse processo. Se os corais morrerem devido à escassez de nutrientes após o branqueamento, o ecossistema entrará em colapso. As espécies de corais formadores de recifes então deixarão seus esqueletos compostos por carbonato de cálcio, que serão dominados por algas, bloqueando a recuperação dos corais.

## Ameaças
O branqueamento dos corais pode ser causado por diversos fatores. Enquanto fatores regionais levam ao branqueamento em locais específicos, os eventos de branqueamento em larga escala ocorridos nos últimos anos estão relacionados a fatores globais, como o aquecimento global. Em razão do aumento nas concentrações de dióxido de carbono esperado para o século XXI, é esperado que os corais se tornem extremamente raros nos recifes. Os recifes de corais localizados em águas quentes e rasas com pouco fluxo de correntes têm sido mais afetados que os recifes localizados em áreas onde há grande fluxo de correntes.
Lista de ameaças:
- Aumento na temperatura da água (ondas de calor marinhas, mais comuns devido ao aquecimento global) ou diminuição na temperatura da água;[8][9][10][11][12]
- Aumento da irradiação solar (radiação fotossinteticamente ativa e luz ultravioleta);

- Aumento da sedimentação (devido ao escoamento de lodo);[13]
- Infecções bacterianas;[14]
- Mudanças na salinidade;[15]
- Herbicidas;[16]
- Maré-baixa e exposição à superfície;[17]

- Poluentes como oxibenzona, butilparabeno, metoxicinamato de octilo e enzacameno, que são substâncias não biodegradáveis utilizadas na formulação dos protetores solares;[18][19][20][21]
- Acidificação dos oceanos devido aos elevados níveis de CO2 na atmosfera;[22]
- Exposição a óleo ou outros derramamentos de produtos químicos.[23]

## Eventos de branqueamento em massa
As temperaturas elevadas da água são a principal causa dos eventos de branqueamento em massa. Sessenta grandes eventos de branqueamento dos corais ocorreram entre 1979 e 1990, com a associada mortalidade dos corais afetando os recifes em todas as partes do mundo. Em 2016, foi registrado o mais longo evento de branqueamento dos corais. Esse evento, o mais longo e destrutivo, foi causado pelo El Niño ocorrido entre 2014 e 2017. Durante esse período, mais de 70% dos recifes de corais ao redor do mundo foram afetados.
Fatores que influenciam o efeito de um evento de branqueamento incluem resistência ao estresse, que reduzem o branqueamento; tolerância à ausência das zooxantelas e o crescimento de novos corais para substituírem os corais mortos. Devido à natureza irregular do branqueamento, condições climáticas locais como incidência de luz e mudanças na temperatura da água podem reduzir a incidência do branqueamento. A saúde dos corais e das zooxantelas, junto com fatores genéticos, também influenciam o branqueamento.
Grandes colônias de corais como os Porites são capazes de resistir a choques extremos de temperatura, enquanto os corais ramificados frágeis como os Acropora são muito mais susceptíveis ao estresse causado por mudanças na temperatura. Corais frequentemente expostos a baixos níveis de estresse parecem ser muito mais resistentes ao branqueamento.
Os cientistas acreditam que o evento mais antigo de branqueamento foi o do Devoniano Tardio (Frasniano/Fameniano), também desencadeado pelo aumento da temperatura da superfície do mar. Esse evento resultou na morte dos maiores recifes de corais na história da Terra.

## Impactos
No período entre 2012 e 2040 é esperado que os recifes de corais passem por frequentes eventos de branqueamento. O Painel Intergovernamental sobre Mudanças Climáticas (IPCC) considera essa uma das maiores ameaças aos sistemas de recifes globais. Durante esse período, 19% dos recifes de corais serão perdidos e 60% dos recifes remanescentes estarão sobre graves ameaças. Existem diversos jeitos de discernir os impactos do branqueamento nos recifes: analisando a cobertura de corais (quanto maior for a cobertura ocupada pelos corais, menor serão os impactos causados pelo branqueamento) e estimando a abundância dos corais, que se refere ao número das diferentes espécies de habitando os recifes. Com o aumento dos eventos de branqueamento em todo o mundo, a National Geographic noticiou em 2017: “Nos últimos três anos, 25 recifes – que compreendem ¾ dos sistemas de recifes globais – experenciaram eventos de branqueamento severos, no que os cientistas concluíram ser a pior sequência de branqueamento já datada.
Os eventos de branqueamento e a subsequente perda da cobertura de corais frequentemente resultam no declínio da diversidade de peixes. A perda da diversidade e abundância de peixes herbívoros afeta diretamente os ecossistemas de recifes de corais. À medida que eventos de branqueamento passem a ocorrer de forma frequente, as populações de peixes tendem a ser homogeneizadas. Menores e mais especializadas espécies de peixes que ocupam diferentes nichos ecológicos cruciais para a saúde dos corais serão substituídas por espécies mais generalistas. A perda da especialização contribui igualmente para a perda da resiliência dos ecossistemas recifais após eventos de branqueamento.

### Oceano Pacífico

#### A Grande Barreira de Corais
A Grande Barreira de Corais ao longo da costa australiana experenciou eventos de branqueamento em 1980, 1982, 1992, 1994, 1998, 2002, 2006, 2016 e 2017. Alguns locais sofreram danos severos, resultando em uma taxa de mortalidade acima de 90%. Os eventos mais abrangentes e intensos aconteceram nos verões de 1998 e 2002, com 42% e 54%, respectivamente, de recifes branqueados até certo ponto, e 18% fortemente branqueado. Entretanto, entre 1995 e 2009 a perda de corais nos recifes foi compensada pelo crescimento de novos corais. Uma análise abrangente da perda de corais descobriu que as populações de corais na Grande Barreira de Corais tiveram declínio de 50,7% entre 1985 e 2012, mas com cerca de apenas 10% do declínio relacionado aos eventos de branqueamento, com o 90% restante relacionado igualmente a ciclones tropicais e à predação por estrelas-do-mar-coroas-de-espinho. Um evento de branqueamento global tem ocorrido desde 2014 devido ao aumento da temperatura dos oceanos. Essas temperaturas têm causado o mais severo e abrangente evento de branqueamento de corais já registrado nos recifes da Grande Barreira. O branqueamento mais severo em 2016 ocorreu perto de Port Douglas. No final de novembro de 2016, pesquisas sobre 62 recifes mostraram que o estresse por altas temperaturas a longo prazo, em decorrência das mudanças climáticas, causou perda de 29% dos corais de águas rasas. A maior mortalidade de corais e perda de habitat dos recifes estão relacionadas aos recifes costeiros e de [[plataformas intermediárias próximos a Cape Grenville e Princess Charlotte Bay. Os cenários de aquecimento moderado do IPCC preveem que os corais da Grande Barreira de Recifes são muito propensos a experimentar regularmente temperaturas de verão altas o suficiente para induzir o branqueamento.

#### Havaí
O primeiro evento de branqueamento de corais no Havaí ocorreu em 1996, em Kaneohe Bay, seguido por maiores eventos de branqueamento nas ilhas do noroeste em 2002 e 2004. Em 2014, biólogos da Universidade de Queensland observaram o primeiro evento de branqueamento em massa e o atribuíram ao “The Blob”. Em 2014 e 2015, uma pesquisa em Hanauma Bay Nature Preserve em Oahu encontrou 47% dos corais passando por processos de branqueamento e cerca de 10% de corais próximos de virem a óbito. Em 2014 e 2015, 56% dos recifes de corais da maior ilha foram afetados por eventos de branqueamento. Durante o mesmo período, 44% dos corais a oeste de Maui foram afetados. Em 24 de janeiro de 2019, cientistas junto à The Nature Conservancy descobriram que os recifes começaram a se estabilizar aproximadamente quatro anos após o último evento de branqueamento. De acordo com a Divisão de Recursos Aquáticos (DRA), ainda houve consideráveis eventos de branqueamento em 2019. Em Oahu e Maui, cerca de 50% dos recifes de corais foram branqueados. Na maior ilha, aproximadamente 40% dos corais passaram por eventos de branqueamento na área costeira de Kona. A DRA estimou que os eventos de branqueamento recentes não foram tão ruins como os eventos ocorridos entre 2014 e 2015. Em 2020, a Administração Oceânica e Atmosférica Nacional (NOAA) realizou o primeiro relatório nacional dos status dos recifes de corais. O relatório mostrou que o noroeste e as ilhas principais estavam em forma “razoável”, significando que os corais foram moderadamente impactados.

#### Ilha Jarvis
Oito eventos de branqueamento severos e dois moderados aconteceram entre 1960 e 2016 na comunidade de corais da Ilha Jarvis, com os eventos entre 2015 e 2016 causando danos severos sem precedentes já registrados.

#### Japão
De acordo com dados do governo japonês de 2017, quase 75% dos maiores recifes de corais em Okinawa morreram devido ao branqueamento.

### Oceano Índico
As províncias de recifes de corais têm sido permanentemente afetadas pelo aumento da temperatura dos oceanos, mais severamente no Oceano Índico. Mais de 90% da cobertura de corais foi perdida nas Maldivas, Sri Lanka, Tanzânia e nas Ilhas Seicheles durante o massivo evento de branqueamento ocorrido entre 1997 e 1998. Em 1998 foi reportado que 20% dos corais do Oceano Índico estavam mortos e que 80% estavam branqueados. As áreas tropicais rasas do Oceano Índico estão passando pelo que é esperado ser as condições dos oceanos ao redor do mundo no futuro. Os corais que sobrevivem nas águas rasas do Oceano Índico podem ser candidatos adequados para os esforços em restauração em outras áreas ao redor do mundo, devido à capacidade de sobreviver em condições extremas nos oceanos.

#### Maldivas
As Maldivas têm mais de 20.000 km² de recifes, dos quais mais de 60% dos corais sofreram com o evento de branqueamento ocorrido em 2016.

#### Tailândia
A Tailândia passou por um branqueamento severo em massa em 2010, que afeitou 70% dos corais no Mar de Andamão. Entre 30 e 95% dos corais branqueados morreram.

#### Indonésia
Em 2017 houve um estudo realizado em duas ilhas da Indonésia para analisar as condições da cobertura de corais. O estudo foi realizado nas Ilhas Melinjo e Ilhas Saktu. Nas Ilhas Saktu as formas de vida estavam em condições consideradas ruins, com uma média de 22,3% de cobertura de corais. Nas Ilhas Melinjo, as formas de vida estavam em condições igualmente ruins, com 22,2% de cobertura.

### Oceano Atlântico

#### Brasil
O Brasil tem sido considerado um refúgio para os recifes de coral, principalmente pela maior turbidez do seu mar tropical do outono ao meio da primavera, protegendo os corais do efeito combinado da luz e temperatura, combinação que favorece o branqueamento. Mesmo assim, a costa brasileira foi atingida por fortes ondas de calor com episódios de branqueamento nos anos de 1994, 1998, 2003, 2005, 2010, 2016, 2019 e 2020. O mais grave episódio documentado foi o de 2019 na costa da Bahia, com alta mortalidade (aproximadamente 80%) de corais-de-fogo (68) e grande branqueamento de outras espécies.

#### Estados Unidos
No sul da Flórida, uma pesquisa de 2016 sobre os grandes corais de Key Biscayane a Fort Lauderdale concluiu que cerca de 66% dos corais morreram ou foram reduzidos à metade.

#### Belize
O primeiro registro de eventos de branqueamento em massa na Barreira de Recifes de Belize ocorreu em 1998, quando a temperatura das águas aumentou para 31,5 °C entre 10 de agosto e 14 de outubro. Por alguns dias, próximo a 27 de outubro, o Furacão Mitch causou tempestades, mas só diminuiu a temperatura entre 1 grau ou menos.
A espécie de coral mais prevalente nos recifes de Belize em 1998 era Agaricia tenuifolia. Em 22 e 23 de outubro, pesquisas foram realizadas em dois locais e os resultados foram devastadores. Todos os corais vivos estavam branqueados e seus esqueletos indicavam que esses haviam morrido recentemente. O branqueamento completo era evidente na espécie Agaricia tenuifolia. Posteriormente, pesquisas realizadas em 1999 e 2000 mostraram um resultado que se aproximava quase à mortalidade total de A. tenuifolia em todas as profundidades. Padrões similares ocorreram igualmente em outras espécies de corais. Medições da turbidez da água sugeriram que a mortalidade estava mais atribuída ao crescente aumento da temperatura das águas que à radiação solar.

#### Caribe
A cobertura de corais pétreos nos recifes do Caribe teve um declínio estimado de 80%, a partir de uma média de cobertura de 50% nos anos de 1970 para uma média de apenas 10% de cobertura no início dos anos 2000. Um estudo de 2013 para acompanhar um evento de branqueamento em massa ocorrido em Tobago a partir de 2010 mostrou que após apenas um ano a maioria das espécies dominantes tiveram um declínio de 62%, enquanto a abundância dos corais diminuiu cerca de 50%. Entretanto, entre 2011 e 2013, a cobertura de corais aumentou entre 10 das 26 espécies dominantes, mas diminuiu para cinco outras espécies.

### Outras áreas
Os corais da parte sul do Mar Vermelho não sofreram branqueamento embora a temperatura das águas no verão aumente até 34 °C. O branqueamento de corais no Mar Vermelho é mais comum na parte nordeste dos recifes, tendo a parte sul dos recifes sido afetada por estrelas-do-mar comedoras de coral, pesca explosiva e por outros impactos humanos. Em 1998 houve um evento de branqueamento em massa que afetou os recifes da Arábia Saudita e Sudão, em que os recifes do sul foram menos afetados e mais resilientes. Anteriormente, acreditava-se que os recifes da região norte sofriam mais com o branqueamento, mas eles mostraram uma rápida recuperação. Em contrapartida, acreditava-se que os recifes da região sul não sofriam com o branqueamento e apresentavam maior consistência. No entanto, novas pesquisas mostraram que onde era esperado que os recifes do sul fossem maiores e mais saudáveis que os do norte, isso não acontecia. Acredita-se que isso aconteça devido a maiores distúrbios nos eventos de branqueamento recentes e à predação por estrelas-do-mar. Em 2010 ocorreu eventos de branqueamento na Arábia Saudita e Sudão, quando as temperaturas subiram entre 10 e 11 graus. Algumas espécies apresentaram branqueamento de suas colônias entre 80 e 100%, enquanto algumas outras tiveram média de 20% de branqueamento.

### Impactos políticos e econômicos
Se os recifes desaparecessem, dizem os especialistas, a fome, a pobreza e a instabilidade política poderiam ocorrer. Uma vez que a incontável vida marinha depende dos recifes como abrigo e proteção contra predadores, a extinção dos recifes poderia causar um efeito dominó que chegaria às muitas sociedades humanas que dependem dessa biodiversidade para alimentação e subsistência. Nos últimos 20 anos houve um declínio de 44% em Florida Keys e um declínio de até 80% somente no Caribe.
Os recifes de corais provêm vários serviços ecossistêmicos, um dos quais é a pesca natural, já que muitos peixes comercializados para o consumo frequentemente desovam ou passam parte do seu ciclo de vida nos recifes de corais ao redor dos trópico. Assim, os corais são um popular local de pesca e importante fonte de renda para os pescadores, principalmente os pescadores pequenos e locais. À medida que os recifes de corais diminuem, devido ao branqueamento, as populações de peixes associadas aos recifes também diminuem, o que afeta as oportunidades de pesca. Um modelo de um estudo feito por Speers et al. calculou as perdas diretas para a pesca, em consequência da perda da cobertura dos corais, em cerca de $49 e $69 bilhões de dólares caso as sociedades humanas continuem emitindo níveis elevados de gases do efeito estufa. Mas, essas perdas podem ser convertidas em um benefício excedente de cerca de $14 e $20 bilhões de dólares, caso as sociedades comecem a emitir níveis mais baixos de gases do efeito estufa. Essas perdas econômicas também têm implicações políticas importantes, visto que afetam desproporcionalmente os países em desenvolvimento onde os recifes estão localizados, principalmente no sudeste asiático e ao redor do Oceano Índico. Custaria mais para os países nessas áreas responderem à perda dos recifes de corais, visto que precisariam recorrer a diferentes fontes de renda e alimento, além de perder outros serviços ecossistêmicos, como o ecoturismo. Um estudo realizado por Chen et al. sugeriu que o valor comercial dos recifes diminui cerca de 4% à cada 1% de área de cobertura perdida, devido às perdas no ecoturismo e em outras potenciais atividades recreativas ao ar livre.
Os recifes de corais também atuam como uma barreira protetora para as áreas costeiras ao reduzir o impacto das ondas, o que diminui os danos causados por tempestades, erosões e inundações. Países que perderem essa proteção natural perderão mais dinheiro devido à crescente susceptibilidade às tempestades. Esse custo indireto, combinado com a perda do turismo, resultará em enormes impactos econômicos.

## Importância econômica dos recifes de corais
Os recifes de corais fornecem abrigo para aproximadamente 25% das espécies oceânicas. Os especialistas estimam que os serviços providos pelos recifes são avaliados em $1,2 milhão de dólares por hectare, o que significa uma média de $172 bilhões de dólares ao ano. Esses benefícios proporcionados pelos recifes de corais incluem proteção das regiões costeiras; serviços bióticos dentro e entre os ecossistemas; serviços biogeoquímicos, como a manutenção dos níveis de oxigênio nos oceanos; registros climáticos; além de serviços recreativos e comerciais, como o turismo. Os recifes de corais estão entre os melhores ecossistemas marinhos a serem explorados como fonte de recursos alimentares. Eles também se consolidam como um habitat perfeito para o refúgio de espécies raras de peixes tropicais que são economicamente importantes. Se as populações de peixes e corais nos recifes estão altas, então os recifes podem ser explorados para a obtenção de recursos alimentares e medicinais, além de possibilitaram a criação de emprego para as pessoas que coletam esses recursos e dependem deles para a sobrevivência. Os recifes também possuem importância cultural em algumas regiões ao redor do mundo.

## Monitorando a temperatura da superfície do mar
A Administração Oceânica e Atmosférica Nacional dos Estados Unidos (NOAA) monitora os “hot spots” de branqueamento, que são áreas onde a temperatura da superfície aumenta 1 °C ou mais acima da média mensal de longo prazo. O branqueamento dos corais está sendo globalmente detectado mais cedo. Esses dados são obtidos por meio dos sensores remotos de satélites que detectam o aumento da temperatura do mar. É necessário monitorar as altas temperaturas porque os eventos de branqueamento estão afetando a reprodução dos corais e a capacidade de crescimento normal, bem como causando o enfraquecimento e resultando na mortalidade dos corais. Esse sistema detectou o evento global de branqueamento em 1998, devido ao El Niño de 1997-1998. Atualmente, 190 recifes ao redor do mundo são monitorados pelo NOAA, que envia alertas para os pesquisadores e gestores dos recifes por meio do site NOAA Coral Reef Watch (CRW). Por monitorar o aquecimento dos oceanos, os primeiros avisos de branqueamento dos corais alertam os gestores a se prepararem e ficarem atentos a futuros eventos de branqueamento. Os primeiros eventos globais de branqueamento em massa foram registrados em 1998 e 2010, que foi quando o El Niño causou o aumento da temperatura dos oceanos e piorou as condições de vida dos corais. O El Niño ocorrido entre 2014 e 2017 foi registrado como o mais longo e prejudicial para os corais, danificando mais de 70% dos recifes de corais ao redor do mundo. Mais de 2/3 dos recifes da Grande Barreira de Corais foram branqueados ou mortos.

## Mudanças na composição química dos oceanos
O aumento da acidificação dos oceanos, devido ao aumento dos níveis de dióxido de carbono, intensifica os efeitos de branqueamento causados pelo estresse térmico. A acidificação afeta a habilidade dos corais em criar seu esqueleto calcáreo, essencial para sua sobrevivência. Isso ocorre porque a acidificação dos oceanos diminui a quantidade de íons carbonato na água, tornando mais difícil a absorção de carbonato de cálcio pelos corais, que é necessária para a produção do esqueleto. Como resultado, a resiliência dos corais diminui e se torna mais provável que os recifes passem pelos processos de erosão e desfaçam. Ademais, o aumento de CO2 permite que a sobrepesca de peixes herbívoros mude os ecossistemas dominados por corais para ecossistemas dominados por algas. Um estudo recente do Atkinson Center for a Sustainable Future revelou que com a combinação entre acidificação e aumento das temperaturas, os níveis de CO2 podem se tornar altos demais para a sobrevivência dos corais em um período menor que 50 anos.

## Branqueamento devido à inibição das zooxantelas
Zooxantelas são um tipo de dinoflagelados que vivem no citoplasma de muitos invertebrados marinhos. Membros no filo Dinoflagellata, elas são microalgas que vivem em simbiose com seus hospedeiros. Esses organismos são fitoplânctonicos e, portanto, fazem fotossíntese. Os produtos da fotossíntese (oxigênio, açúcares etc.) são fornecidos pelas zooxantelas aos hospedeiros e, em troca, recebem abrigo e proteção, bem como dióxido de carbono, fosfato e outros compostos inorgânicos essenciais que as ajudam a sobreviver e prosperar. As zooxantelas compartilham cerca de 95% dos produtos fotossintéticos com seus hospedeiros. De acordo com um estudo realizado por D. J. Smith et al. a fotoinibição é um fator chave, contribuindo para o branqueamento dos corais. Esse estudo também sugere que o peróxido de hidrogênio, produzido pelas zooxantelas, desempenha um papel importante sinalizando uma fuga necessária do interior dos corais. A fotoinibição das zooxantelas pode ser causada por exposição a componentes presentes nos filtros UV, que se espalham na água. Em um estudo feito por Zhong et al. a oxibenzona (BP-3) teve o pior efeito na saúde das zooxantelas. A combinação entre o aumento das temperaturas e a presença de filtros UV nos oceanos tem levado ao declínio da saúde das zooxantelas, resultando em um efeito aditivo na fotoinibição e estresse geral nas espécies de corais.

## Doenças infecciosas
As bactérias da espécie Vibrio shiloi são os agentes causadores de branqueamento na espécie de coral Oculina patagonica, no Mar Mediterrâneo, causando esse efeito como consequência do ataque às zooxantelas. V. shiloi é infecciosa somente durante períodos quentes, visto que elevadas temperaturas aumentam sua infecciosidade, as tornando capazes de serem aderidas aos receptores contendo beta-galactosidase na superfície mucosa dos corais hospedeiros. V. shiloi posteriormente penetra a epiderme dos corais, se multiplica e produz toxinastermoestáveis e sensíveis ao calor, que afetam as zooxantelas ao inibir a fotossíntese e causar lise.
Durante o verão de 2003 os recifes de corais do Mar Mediterrâneo parecem ter ganhado resistência ao patógeno, e infecções seguintes não foram observadas. A principal hipótese para o surgimento dessa resistência é a presença de comunidades simbióticas de bactérias protetoras vivendo nos corais. As espécies bacterianas capazes de causar a lise de V. shiloi permaneceram sem identificação até 2011.

## Adaptação do coral
Em 2010, pesquisadores da Universidade Estadual da Pensilvânia descobriram corais que estavam prosperando enquanto criavam uma relação simbiótica com espécies incomuns de algas nas águas quentes do Mar de Andamão, no Oceano Índico As zooxantelas normais não conseguem sobreviver em temperaturas altas como as que haviam no local, então essa descoberta foi inesperada. Isso deu esperança aos pesquisadores de que com o aumento das temperaturas, em consequência do aquecimento global, os recifes de corais vão desenvolver tolerância para diferentes espécies de algas simbióticas que são resistentes às altas temperaturas e podem viver junto aos recifes. Em 2010, pesquisadores da Universidade Stanford também descobriram corais próximos às Ilhas Samoa que experenciaram um aumento drástico de temperatura por cerca de quatro horas por dia durante a maré baixa. Os corais não morreram ou branquearam, independente do aumento de calor. Alguns estudos mostraram que os corais da costa da Ilha Ofu, próxima à Samoa Americana, se tornaram resistentes às altas temperaturas. Os pesquisadores agora estão fazendo uma nova pergunta: podemos condicionar corais, que não são dessa área, introduzindo-os lentamente à altas temperaturas, por curtos períodos de tempo, para torná-los mais resistentes ao aumento da temperatura dos oceanos?
Certos eventos de branqueamento moderados podem fazer com que os corais produzam pigmentos bloqueadores de UV, de forma a se proteger de mais estresse. Os pigmentos produzidos são extremamente fluorescentes e resultam na extrema coloração do coral. Esse fenômeno é chamado de “branqueamento colorido dos corais”.

## Recuperação e regimes de mudança de macroalgas
Depois de experenciarem um evento de branqueamento devido ao estresse causado pelo aumento da temperatura, alguns recifes são capazes de retornar para o estágio original, anterior ao branqueamento. Os recifes também se recuperam do branqueamento, por meio da recolonização das zooxantelas, ou passam por um regime de mudanças, em que os recifes de corais prósperos são ocupados por espessas camadas de macroalgas. A ocupação por macroalgas inibe o crescimento dos corais porque as algas produzem compostos que evitam a incrustação de outros organismos e competem com os corais por espaço e luz. Como resultado, as macroalgas formam comunidades estáveis que tornam difícil o crescimento e recuperação dos corais. Os recifes serão mais susceptíveis a outros problemas, como o declínio na qualidade da água e a remoção de peixes herbívoros, porque o crescimento dos corais está prejudicado (6). Descobrir o que torna os recifes mais resilientes ou capazes de se recuperar de eventos de branqueamento é extremamente importante, pois potencializa os esforços de conservação e torna mais efetiva a proteção dos corais.
Um ponto de destaque nas pesquisas sobre recuperações de corais está relacionado à ideia de super-corais, que se refere aos corais capazes de viver e prosperar em regiões e corpos d’água naturalmente mais quentes e ácidos. Segundo Emma Camp, exploradora da National Geographic, que é também biogeoquímica marinha e embaixadora da Biodiversidade na IBEX Earth, os super-corais podem ter a capacidade de ajudar os recifes danificados a longo prazo. Embora possa levar entre 10 e 15 anos para os super-corais restaurarem os recifes danificados, seus impactos podem ser duradouros, mesmo com as mudanças climáticas, que resultam no aquecimento e acidez dos oceanos. Com o apoio das pesquisas de Ruth Gates, Emma Camp investigou os níveis mais baixos de oxigênio e os habitats extremos e inesperados em que os recifes podem ser encontrados ao longo do planeta.
Os corais demonstraram ser resilientes a distúrbios de curto prazo. A recuperação tem sido observada após intensos distúrbios de estrelas-do-mar-coroa-de-espinhos invasoras. Em comparação, as espécies de peixes tendem a se sair ainda melhor que os corais após os distúrbios ocorridos nos recifes. Enquanto os corais apresentam recuperação limitada, as assembleias de peixes presentes nos recifes apresentam poucas mudanças como resultado de distúrbios de curto prazo. Em contraste, assembleias de peixes presentes nos recifes, que passam por eventos de branqueamento, exibem mudanças potencialmente prejudiciais. Um estudo publicado por Bellwood et al. observou que, embora a riqueza, diversidade e abundância das espécies não tenha sido modificada, as assembleias de peixes continham espécies mais generalistas e menos dependentes dos corais. As respostas ao branqueamento dos corais são diversas entre as espécies de peixes encontrados nos recifes, dependendo de quais recursos são afetados. O aumento da temperatura dos oceanos e o branqueamento dos corais não impactam diretamente a mortalidade de peixes adultos, mas causam muitos impactos indiretos. As populações de peixes associados aos corais tendem a diminuir devido à perda de habitat, embora algumas populações de peixes herbívoros tenham aumentado drasticamente em consequência do aumento da colonização de algas em recifes mortos. Estudos apontam que são necessários métodos melhores para mensurar os efeitos dos distúrbios na resiliência dos corais.
Até recentemente, os fatores que avaliavam a recuperação dos recifes de corais após eventos de branqueamento não eram muito estudados. Uma pesquisa de Graham et al., publicada em 2015, analisou 21 recifes ao redor da Ilha Seicheles, no Indo-Pacífico, com o objetivo de documentar os efeitos do branqueamento dos corais a longo prazo. Após a perda de mais de 90% dos corais em decorrência do evento de branqueamento ocorrido em 1998, cerca de 50% dos recifes se recuperaram e aproximadamente 40% experenciaram mudanças de regime para composições dominadas por macroalgas. Após avaliar os fatores que influenciam a probabilidade de recuperação, o estudo identificou cinco fatores principais: densidade de corais juvenis, estrutura inicial, complexidade, profundidade, biomassa de peixes herbívoros e condições de nutrientes no recife. No geral, a resiliência foi mais observada em sistemas de recifes de corais estruturalmente complexos e presentes em águas profundas.
Os papéis ecológicos e grupos funcionais de espécies também desempenham um papel importante na recuperação do potencial de mudança de regime em sistemas de recifes. Recifes de corais são afetados por espécies de peixes que causam bioerosão, raspagem e pastoreio. Os peixes que causam bioerosão são responsáveis por remover os corais mortos, enquanto os peixes que realizam raspagem são responsáveis por remover algas e sedimentos para crescimento futuro. Por fim, os peixes que realizam pastoreio são responsáveis por remover algas. A presença de cada um desses tipos de espécies pode influenciar a capacidade de níveis normais de recrutamento de corais, que desempenham um papel importante na recuperação dos corais. A presença de poucas espécies pastadoras após um evento de branqueamento no Caribe tem sido relacionada a um sistema dominado por ouriços-do-mar, que não sofrem mudanças de regime para condições dominadas por macroalgas.
Sempre há a possibilidade de ocorrerem mudanças não observáveis, perdas crípticas e resiliência na habilidade de comunidades de corais enfrentarem processos ecológicos. As perdas crípticas podem resultar em mudanças de regime imprevistas ou reviravoltas no ecossistema. Métodos mais detalhados para determinar a saúde dos recifes de corais, que levem em consideração mudanças a longo prazo no ecossistema, junto com políticas de conservação melhores e mais detalhadas, são necessários para proteger os recifes de corais nos próximos anos.

## Reconstruindo recifes de corais
Ao redor do mundo, muitas pesquisas estão sendo produzidas para ajudar a diminuir a taxa de mortalidade dos corais e proporcionar sua recuperação. Os esforços atuais para a recuperação dos corais incluem microfragmentação, cultivo de corais e realocação. As populações de corais estão diminuindo rapidamente, então os cientistas estão fazendo diversos experimentos sobre o crescimento de corais e pesquisas em tanques para ajudar a repor populações de corais. Essas pesquisas em tanques mimetizam o ambiente natural dos recifes de corais nos oceanos. Os cientistas estão cultivando corais nesses tanques para serem usados em experimentos, de forma que os corais não precisam ser prejudicados ou retirados do ambiente natural. Os cientistas também estão transferindo com sucesso os corais crescidos nos tanques de pesquisa para áreas nos oceanos onde os recifes estão morrendo. Um experimento sobre crescimento dos corais e tanques de pesquisa está sendo realizado por Ruth Gates e Madelaine Van Oppen. Elas estão tentando fazer “super corais”, capazes de resistir a alguns dos fatores ambientais que atualmente afetam esses animais. Van Oppen também está trabalhando no desenvolvimento de um tipo de alga que poderá desenvolver uma relação simbiótica com os corais e que são capazes de suportar flutuações na temperatura das águas por longos períodos de tempo. Esse projeto poderá ajudar a recuperar os recifes, mas o processo de crescimento dos corais nos tanques de pesquisa é muito demorado. Pode levar pelo menos 10 anos para os corais crescerem completamente e se tornarem aptos para se reproduzir. Após a morte de Ruth Gates, em outubro de 2018, sua equipe no Gates Coral Lab, situado no Instituto de Biologia Marinhos do Havaí, continua desenvolvendo suas pesquisas em esforços para recuperação dos corais. As pesquisas atualmente em desenvolvimento focam nos efeitos de mutações benéficas, variações genéticas e realocação via assistência humana na resiliência dos recifes de corais. Em 2019, a equipe do Gates Coral Lab concluiu que as técnicas de recuperação em larga escala não seriam efetivas e então passou a concentrar esforços para recuperar recifes de corais em menor escala. Os esforços em pequena escala são mais realísticos e efetivos, e estão sendo aplicados enquanto pesquisas continuam sendo desenvolvidas para determinar a melhor forma de combater a destruição dos corais em grande escala.

## Análise de custo-benefício na redução da perda de recifes de corais
Em 2010, o Pano Estratégico para a Biodiversidade (2011-2020), elaborado pela Convenção sobre Diversidade Biológica (CDB), criou vinte metas distintas para o desenvolvimento sustentável a ser alcançadas no período após 2015. A meta 10 diz respeito à minimização das pressões humanas nos recifes de corais. Dois cenários foram propostos, um que reduz em 50% a perda dos recifes de corais, com investimento inicial de $684 milhões de dólares, além de cursos recorrentes de $81 milhões de dólares; e outro cenário, que reduz em 80% a perda dos recifes de corais, com investimento inicial de $1 bilhão de reais e gastos recorrentes de $130 milhões. A CDB reconhece que os custos e recursos necessários para alcançar essas metas podem estar sendo subestimados, devido à falta de dados relevantes. No entanto, em ambos os cenários, a análise de custo-benefício mostra que os benefícios superam em grande quantidade os custos.